# Терпигорьево (городской округ Мытищи)
Терпигорьево — деревня в городском округе Мытищи Московской области России. Население — 70 чел. (2010).

## География
Расположена на севере Московской области, в южной части Мытищинского района, рядом с Осташковским шоссе, примерно в 8 км к северо-западу от центра города Мытищи и 8 км от Московской кольцевой автодороги, на южном берегу Пироговского водохранилища системы канала имени Москвы.
В деревне 18 улиц, 3 переулка, 2 тупика и проезд. Связана автобусным сообщением с районным центром и селом Марфино. Ближайшие населённые пункты — деревни Беляниново, Болтино, Погорелки и Сорокино.

## Население
| 1852 | 1859 | 1890 | 1899 | 1926 | 2002 | 2010 |
| ---- | ---- | ---- | ---- | ---- | ---- | ---- |
| 75   | ↗86  | →86  | ↗118 | ↗124 | ↘49  | ↗70  |

## История
В середине XIX века деревня относилась ко 2-му стану Московского уезда Московской губернии и принадлежала графу Шереметеву, в деревне было 10 дворов, крестьян 30 душ мужского пола и 45 душ женского.
В «Списке населённых мест» 1862 года — владельческая деревня Московского уезда по левую сторону Ольшанского тракта (между Ярославским шоссе и Дмитровским трактом), в 19 верстах от губернского города и 13 верстах от становой квартиры, при безымянном ключе, с 11 дворами и 86 жителями (38 мужчин, 48 женщин).
По данным на 1899 год — деревня Троицкой волости Московского уезда с 118 жителями.
По материалам Всесоюзной переписи населения 1926 года — деревня Болтинского сельсовета Пушкинской волости Московского уезда в 1,5 км от Болтинского шоссе и 11 км от станции Мытищи Северной железной дороги, проживало 124 жителя (59 мужчин, 65 женщин), насчитывалось 25 крестьянских хозяйств.
С 1929 года — населённый пункт в составе Мытищинского района Московского округа Московской области. Постановлением ЦИК и СНК от 23 июля 1930 года округа как административно-территориальные единицы были ликвидированы.
Административная принадлежность
1929—1954 гг. — деревня Болтинского сельсовета Мытищинского района.
1954—1959 гг. — деревня Беляниновского сельсовета Мытищинского района.
1959—1963, 1965—1994 гг. — деревня Коргашинского сельсовета Мытищинского района.
1963—1965 гг. — деревня Коргашинского сельсовета Мытищинского укрупнённого сельского района.
1994—2006 гг. — деревня Коргашинского сельского округа Мытищинского района.
2006—2015 гг. — деревня городского поселения Мытищи Мытищинского района.